# Yahata
Yahata (八幡市 Yahata-shi?) o Yawata fue una ciudad de Japón que fue absorbida en la ciudad de Kitakyushu que se creó en 1963. Desde el 2007, lo que había sido su área de influencia forma parte de dos distritos: Yahata Higashi-ku y Yahata Nishi-ku.

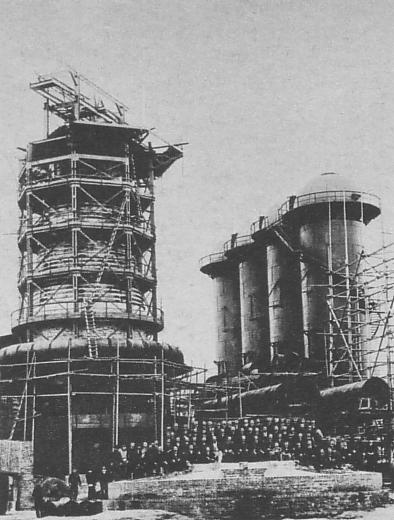
Ciudad de Yahata en el.

Yahata debe su nombre a los templos Edamitsu Hachiman-gu y Toyoyama Hachiman-gu dedicados al dios sintoísta Hachiman (Yawata o Yahata es la pronunciación nativa japonesa del nombre Hachiman, que quiere decir "Ocho Banderas").
La ciudad fue bombardeada durante la Segunda Guerra Mundial a principios de agosto de 1945, y el humo resultante oscureció la población vecina de Kokura, por lo que los aviones que se encontraban en vuelo para arrojar la bomba atómica denominada "Fat Man" modificaron su ruta y se dirigieron a Nagasaki.